# 山下数毅
山下 数毅（やました かずき、2008年6月3日 - ）は、日本将棋連盟の関西奨励会に所属する奨励会員。2025年4月1日時点での奨励会の段位は三段。イギリス出身、京都市在住。竜王戦における「5組昇級」「4組昇級」「2期連続昇級」「ランキング戦優勝（5組）」を棋士以外で初めて達成、また奨励会員として初の棋戦本戦への進出を決め（いずれも2025年時点で唯一の達成者）、「奨励会員への三段リーグ・次点付与規定」による四段昇段・プロ入りの権利を条件付きで史上初めて獲得した。

## 棋歴
奨励会員としての棋歴
小学5年の2020年2月、奨励会2級。小学6年の2020年8月には1級に昇級、同年10月に初段へ昇段。小6で初段昇段を果たしたのは、過去に藤井聡太、豊島将之など数人しかおらず、羽生善治や渡辺明よりも早い昇段記録となる。
2021年10月に二段昇段（当時中1）、2022年7月に三段昇段（当時中2）。
中学3年の第73回奨励会三段リーグ（2023年度前期、同年4-10月）において13勝5敗の成績3位（次点）となった。以降の三段リーグ3位以上の成績で棋士となる権利が得られるが、続く第74期三段リーグ（2023年度後期、2023年10月-2024年3月）では成績7位の結果となり、藤井聡太以来となる6人目の「中学生棋士」には及ばなかった。
2024年5月、第37期竜王戦6組ランキング戦で決勝進出。プロ棋士以外の竜王戦出場者（女流棋士、奨励会員、アマチュア）としては初となる竜王戦5組への昇級を決めた。また、6組ランキング戦決勝で勝利し優勝を果たした場合には、前述の「奨励会三段リーグ」における「次点1」の付与という初の事例となり、棋士となる権利（次点2回によるフリークラス編入）を得られる状況であった。しかし、決勝で藤本渚五段に敗れ、竜王戦6組優勝による四段昇段資格獲得とはならなかった。
2024年12月、第38期竜王戦5組を棋士以外の肩書では棋戦史上初の出場。1回戦は対戦相手の井上慶太九段の体調不良により、不戦勝ではあるが5組で初勝利を記録。続く2回戦では、前期（第37期）6組決勝と同じ「藤本五段 対 山下三段」の組み合わせとなり、この対局を山下が制して5組ベスト8に進出した。さらに準々決勝・出口若武戦にも勝利して準決勝に進出、ランキング戦上位2名が対象となる4組昇級まであと1勝とした。
このような奨励会員による5組での活躍を受け、日本将棋連盟は三段リーグ「次点」の条件を改定し、竜王戦5組決勝に進出し4組に昇級した場合「次点1」を付与すると、2025年4月11日に発表した。山下三段はすでに「リーグ成績3位」の「次点」を1つ獲得しているため、準決勝に勝利すれば「次点」2つで「編入フリークラス棋士」として四段に昇段する権利を得る。ただし、同時期に進行中の第77回三段リーグで降段点の対象となる場合（18局中4勝以下のリーグ成績）は竜王戦「次点」の対象とはならない。また、準決勝で敗退した場合は竜王戦参加の権利を一旦失い、この場合に次期の第39期竜王戦への出場には第77回三段リーグ3位以内の成績での四段昇段が条件となる（6組からの出場）。
2025年5月2日、第38期竜王戦5組ランキング戦準決勝・山本博志戦に勝利して決勝進出、プロ棋士以外の竜王戦出場者としては初の「竜王戦4組への連続昇級」を決めた。この成績により、進行中の第77回奨励会三段リーグ戦の「成績条件付き」ではあるが、リーグ終了時点で「次点1」が付与される権利を得て、四段昇段・プロ入り（フリークラス）の権利を「条件付き」で獲得した。三段リーグ以外の実績による「次点」付与の権利獲得は、新人王戦を三段ながら優勝した都成竜馬以来、山下が史上2人目の達成で、「次点」付与の権利獲得により四段昇段の権利を獲得したのは山下が史上初の事例となる。
同5月12日に行われた第38期竜王戦5組ランキング戦決勝で高田明浩五段に勝利、棋士以外で棋戦史上初の「ランキング戦優勝」「決勝トーナメント進出」を果たした。奨励会員による「タイトル棋戦の本戦進出」も史上初の事例となった。
初の本戦出場となった第38期竜王戦決勝トーナメントでは、6組優勝の谷合廣紀四段との1回戦で敗れて敗退となった。
7月12日に行われた第77回奨励会三段リーグ戦の9-10回戦で、山下はリーグ成績を5勝5敗とした。この期の三段リーグでの降段点回避（5勝以上）が確定したことで、上記の「成績条件」をクリアし第77回三段リーグでの「次点1」獲得（9月のリーグ終了時に獲得）が正式に内定。山下は2つ目の「次点」獲得で「フリークラス」としての四段昇段の権利を確定させた（権利行使は任意）。

## 人物
- 父は京都大学数理解析研究所講師で、数学者の山下剛[22][23]。母は大手予備校「河合塾」で数学講師を務めている[24]。
- あこがれの棋士は、大山康晴[25]。

## 主な成績

### 在籍クラス
| 開始 年度 | (出典)順位戦出典 | (出典)順位戦出典        | (出典)順位戦出典        | (出典)順位戦出典        | (出典)順位戦出典        | (出典)順位戦出典        | (出典)順位戦出典        | (出典)順位戦出典        | (出典)竜王戦出典 | (出典)竜王戦出典 | (出典)竜王戦出典 | (出典)竜王戦出典 | (出典)竜王戦出典 | (出典)竜王戦出典 | (出典)竜王戦出典 | (出典)竜王戦出典 | (出典)竜王戦出典 | (出典)竜王戦出典 |                                |
| 開始 年度 | 期               | 名人                    | A級                     | B級                     | B級                     | C級                     | C級                     | 0                       | 期               | 竜王             | 1組              | 2組              | 3組              | 4組              | 5組              | 6組              | 決勝 T           |                  |                                |
| 開始 年度 | 期               | 名人                    | A級                     | 1組                     | 2組                     | 1組                     | 2組                     | 0                       | 期               | 竜王             | 1組              | 2組              | 3組              | 4組              | 5組              | 6組              | 決勝 T           |                  |                                |
| --- | ---------------- | ----------------------- | ----------------------- | ----------------------- | ----------------------- | ----------------------- | ----------------------- | ----------------------- | ---------------- | ---------------- | ---------------- | ---------------- | ---------------- | ---------------- | ---------------- | ---------------- | ---------------- | ---------------- | ------------------------------ |
| 2023 |                  | ( 不参加 / 奨励会三段 ) | ( 不参加 / 奨励会三段 ) | ( 不参加 / 奨励会三段 ) | ( 不参加 / 奨励会三段 ) | ( 不参加 / 奨励会三段 ) | ( 不参加 / 奨励会三段 ) | ( 不参加 / 奨励会三段 ) | 37               |                  |                  |                  |                  |                  |                  | 6組三段          | --               | 6-1              | 三段として初の5組昇級          |
| 2024 |                  | ( 不参加 / 奨励会三段 ) | ( 不参加 / 奨励会三段 ) | ( 不参加 / 奨励会三段 ) | ( 不参加 / 奨励会三段 ) | ( 不参加 / 奨励会三段 ) | ( 不参加 / 奨励会三段 ) | ( 不参加 / 奨励会三段 ) | 38               |                  |                  |                  |                  |                  | 5組三段          |                  | 0-1              | 5-0 (1位)        | 三段として5組参加、初の4組昇級 |
| 2025 |                  | ( 不参加 / 奨励会三段 ) | ( 不参加 / 奨励会三段 ) | ( 不参加 / 奨励会三段 ) | ( 不参加 / 奨励会三段 ) | ( 不参加 / 奨励会三段 ) | ( 不参加 / 奨励会三段 ) | ( 不参加 / 奨励会三段 ) | 39               |                  |                  |                  |                  | 4組              |                  |                  | --               |                  |                                |
| 順位戦、竜王戦の 枠表記 は挑戦者。右欄の数字は勝-敗(番勝負/PO含まず)。 順位戦の右数字はクラス内順位 ( x当期降級点 / *累積降級点 / +降級点消去 ) 順位戦の「F編」はフリークラス編入 /「F宣」は宣言によるフリークラス転出。 竜王戦の 太字 はランキング戦優勝、竜王戦の 組(添字) は棋士以外の枠での出場。 |                  |                         |                         |                         |                         |                         |                         |                         |                  |                  |                  |                  |                  |                  |                  |                  |                  |                  |                                |

### 年度別成績
| 年度                                 | 対局数 | 勝数 | 負数 | 勝率   | (出典) |
| ------------------------------------ | ------ | ---- | ---- | ------ | ------ |
| 2023年度                             | 4      | 4    | 0    | 1.0000 | [ 28 ] |
| 2024年度                             | 10     | 6    | 4    | 0.6000 | [ 29 ] |
| 合計                                 | 14     | 10   | 4    | 0.7142 |        |
| 2024年度まで（四段昇段前の公式記録） |        |      |      |        |        |

### 記録
- 竜王戦での記録
  - 棋士以外による竜王戦5組昇級（第37期、史上初）[15][30]。
  - 棋士以外による竜王戦4組昇級（第38期、史上初）[19]
  - 棋士以外による竜王ランキング戦連続昇級（第37-38期、史上初）[19][31]
  - 棋士以外による竜王戦ランキング戦優勝（5組）（第38期、史上初）。[19]
  - 奨励会員によるタイトル棋戦本戦進出（第38期、史上初）[19][注釈 1]
  - 決勝トーナメント進出年少記録：16歳11か月（第38期、歴代2位〈ランキング戦優勝日：2025年5月13日時点〉）
  - 決勝トーナメント対局年少記録：17歳0か月（第38期、歴代2位〈対局日：2025年6月25日時点〉）